# غونتر بورستين
غونتر بورستين (بالألمانية: Gunther Burstyn) ولد في 6 يوليو 1879 في آوسيه في مقاطعة شتايرمارك جنوب النمسا - وتوفي في 15 أبريل 1945 في كورنويبورغ، النمسا السفلى) كان مهندسا نمساويًا وضابطًا في جيش الإمبراطورية النمساوية المجرية وفي الجيش الألماني. يعتبر مخترع الدبابة القتالية الحديثة حيث طور أول نموذج لها عام 1911.

## حياته وأعماله

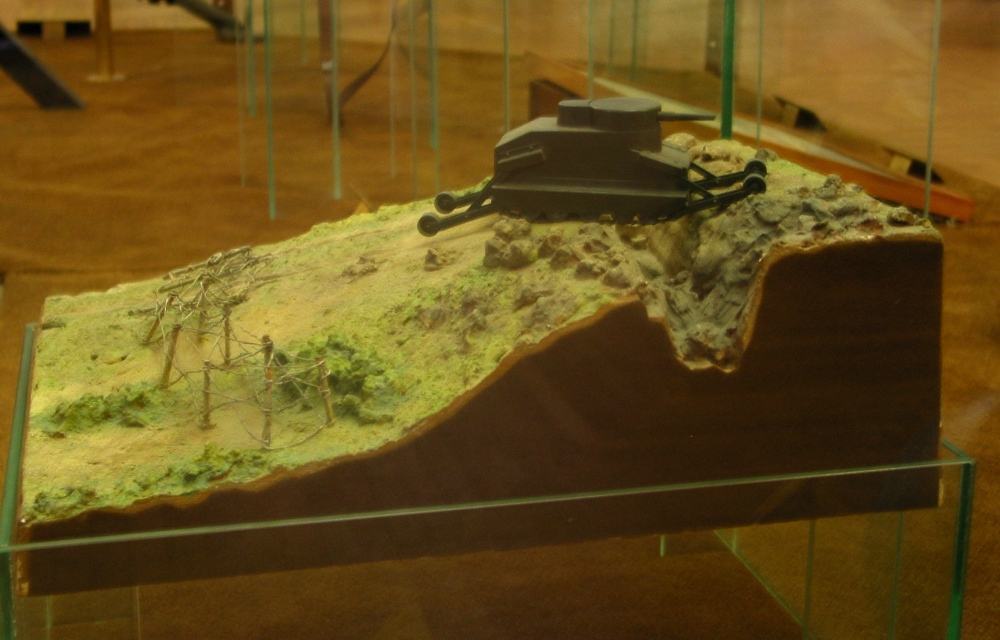
نموذج مصغر لمدفع مؤلل (دبابة) بورستين من عام 1911 في متحف التاريخ العسكري في فيينا

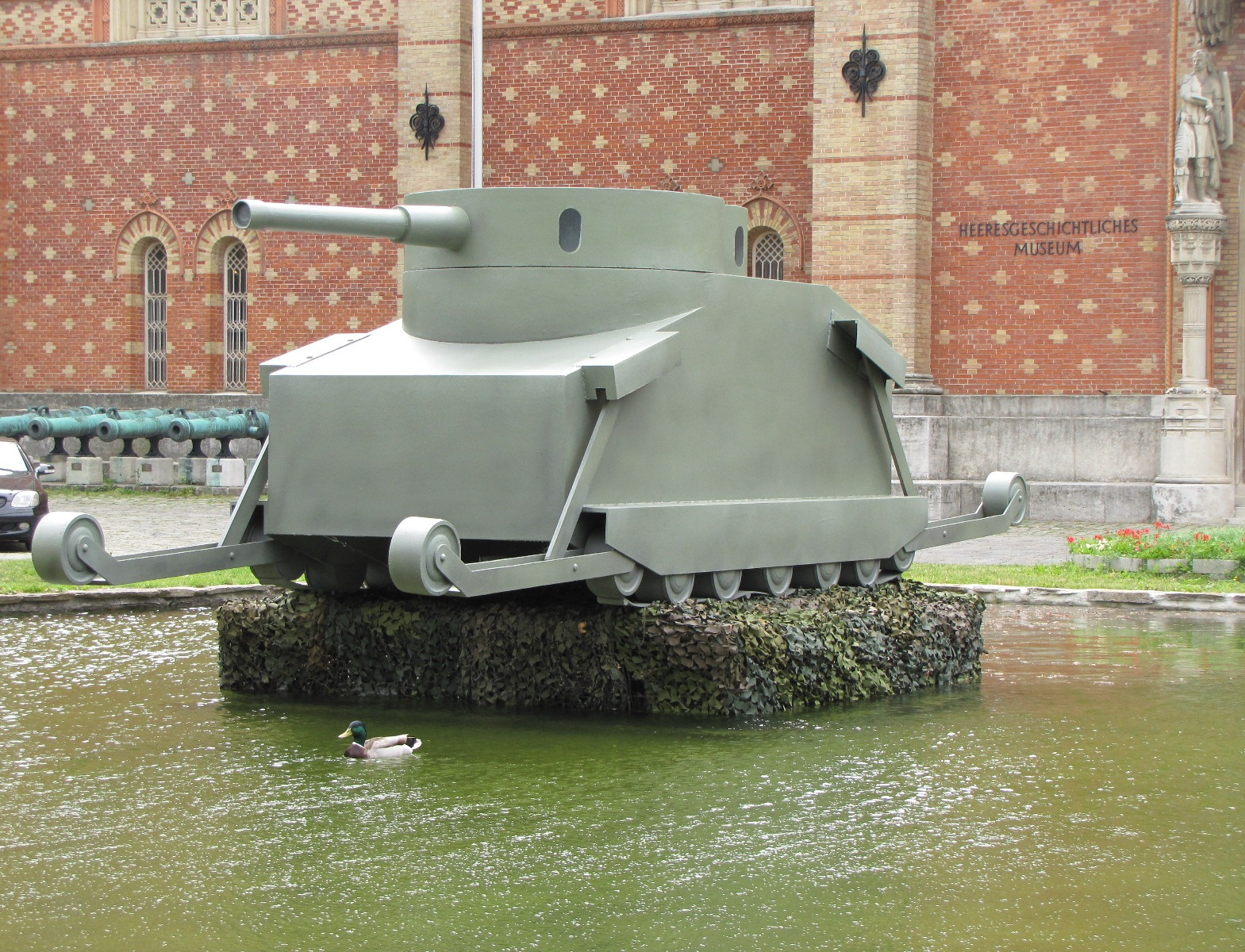
نموذج دبابة بورستين بالحجم الأصلي أمام متحف التاريخ العسكري في فيينا، معروضا بمناسبة «معرض المشروع والتصميم - الابتكارات العسكرية في خمسة قرون» (16حزيران/يونيو إلى 6 تشرين الثاني/ نوفمبر 2011).

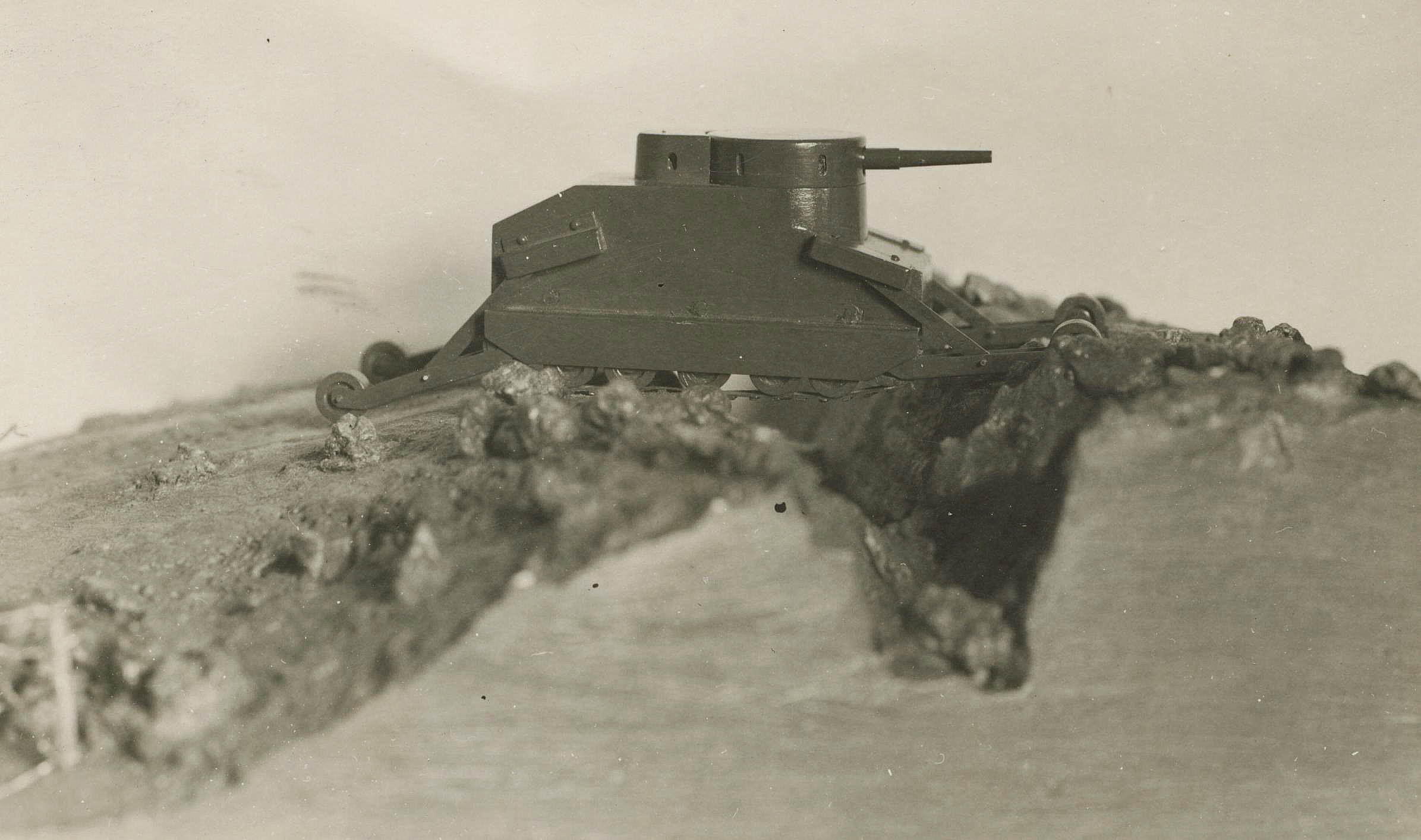
صورة أصلية لنموذج دبابة بورسين التقطعا في الثلاثينيات الجنرال النمساوي لودفيج فون إيمانسبيرغر

كان غونتر واحدًا من ثلاثة أبناء لمفتش السكك الحديدية والمهندس أدولف بورستين (1843-1917) الذي ولد في لفيف لأسرة يهودية ثم تحول فيما بعد إلى المسيحية الكاثوليكية، وزوجته الصحفية جوليانه هوفمان (1844-1931). أصبح شقيقه فيرنر وكيل وزارة، وشقيقه الآخر والتر بورستين أستاذا جامعيا الهندسة الكهربائية.

### بورستين في الجيش النمساوي
في عام 1895 انتقل بورستين من المدرسة الثانوية في فيينا إلى مدرسة الضباط في بلدة هاينبورغ شرق فيينا. خرج منها في العام 1899 وواصل التدريب في فوج السكك الحديدية والتلغراف الذي كان يعتبر فوج النخبة الفنية في مملكة النمسا-المجر.
رقّي في 1 أيار/مايو 1906 إلى رتبة ملازم أول، والتحق في 1 تشرين الثاني/نوفمبر 1906 بهيئة أركان سلاح الهندسة التابعة للإدارة الهندسية في ترينتو. تزوج عام 1910 من غابرييله فاجنر (1888-1945) وأنجب منها طفلين، وبمناسبة زواجه تحول بورستين من المسيحية الكاثوليكية إلى البروتستانتية.

### اختراعه للدبابة
طوّر بورستين تقنية لمدفع متنقل آليا تعد أول تقنية للدبابات وذلك قبل الحرب العالمية الأولى بثلاثة أعوام، ففي العام 1911 صمم سيارة مجنزرة مصفحة صالحة للاستخدام في جميع التضاريس ببرج مدفع دوار (مدفع مؤلل). مثل هذا التصميم نموذجا أكثر حداثة من الدبابات التي استخدمت فعلا في الحرب العالمية الأولى، واعتبر الناحية الفنية علامة فارقة في تاريخ تكنولوجيا الدبابات. لكن موظفو الجيش النمساوي رفضوا الفكرة لعدة أسباب، فمن ناحية اعتبروا الدبابة تتعارض مع التكتيكات المستخدمة وقتها و«تخيف الخيول»، بينما لم يتحمس آخرون لفكرة الجنزير واعتبروا الاختراع من تخصص قسم المحركات، الذي رفض اختبار وتطوير النموذج بسبب ضيق الموارد المالية. أما وزارة الحربية البروسية التي عُرض الاختراع عليها فلم تتحمس للاختراع لشكّها في صلاحية الجنازير في المناطق الوعرة والخنادق، ولمحدودية الرؤية التي تتيحها العربة المصفحة. تعرض بورستين للتوبيخ وطولب بالتركيز على عمله في سكك الحديد. سمحت بنشر التصميم في براءة اختراع (النمسا، رقم 53248، ألمانيا رقم 252815) استفاد منها البريطانيون في تطوير أول الدبابة التي كانوا أول من استخدمها في الحرب، وفي 1917 تبدت في معركة كامبراي الكبيرة التي لعبت فيها الدبابة دورا حاسما فداحة الخطأ التي ارتكبته قيادة الجيش النمساوي برفضها لهذا السلاح. ما زال نموذج لدبابة بورستين موجودا في متحف التاريخ العسكري في فيينا.

### الحرب العالمية الأولى
في فترة الحرب العالمية الأولى عمل بورستين في سلاج الهندسة في بناء السكك الحديدية والجسور.

### بورستين في الجمهورية النمساوية الأولى
تولى بورستين في جيش الجمهورية النمساوية الأولى مهامًا هندسية بعد خدمته في ما كان وقتها يسمى متحف الجيش، إلى ان أحيل إلى التقاعد عام 1933.

### الحرب العالمية الثانية
حققت أفكار بورستين نجاحها الأكبر في الحرب العالمية الثانية التي كانت في الأساس حرب دبابات على الخطوط الأمامية، وهذا رفع من شـأن بورستين لدى الفيرماخت بصفته رائدا في هذه التكنولوجيا العسكرية. وكرس بورستين نفسه الآن لتكتيكات الدبابات، وخاصة الدفاع المضاد للدبابات، وطور الكثير من الحواجز منها ما عرف باسم أنياب التنين الذي أثبت فعاليته ضد الدبابات واستخدم كذلك بعد الحرب على على نطاق واسع بعد الحرب، على امتداد حدود تقسيم ألمانيا على سبيل المثال.
كان من المفترض حسب قوانين نورمبرغ النازية أن يعتبر بورستين يهوديا، أو نصف يهودي، لكون والده ذا أصل يهودي، ولكنه صُنّف بين ما عرف باال«الآريين الفخريين»، وهو تصنيف غير رسمي يعني أن المعني مستحقّ ومستثنى من القوانين العرقية بقرار من قيادات الحزب النازي العليا ، وهذا ما جعل عمله مع الجيش الألماني ممكنًا.
في 31 آذار/مارس 1941 تمكن بورستين بوساطة من أخيه والتر بورستين من عرض فكرته عن عبّارة مائية مصفحة أمام أدولف هتلر شخصيًا، ونال إثر ذلك صليب الاستحقاق الحربي بسيفيّ الدرجة الأولى والثانية، (مقترنة بمعاش فخري) الذي قدمه إليه العقيد الجنرال هاينز جوديريان. في كانون أول/ ديسمبر 1941 توفي ابنه والتر على الجبهة الشرقية.
في عام 1944 منحته جامعة فيينا التقنية الدكتوراه الفخرية، في خطوة هي الأولى منذ منذ عام 1938 عندما منحتها للرئيس الأمريكي الأسبق هربرت هوفر، والجدير بالذكر أن النمساويين الذين كرّموا في هذا الحفل كانوا قد حققوا إنجازاتهم قبل قيام النظام النازي: ضابط سلاح الهندسة غونتر بورستين، ورائد الطيران إيجو إيتريش، ومصمم السيارات هانز ليدوينكا، وفني السكك الحديدية يوهان ريهوسيك.، ولكن المراسم الأكاديمية التي جرت ضمن فعاليات «أيام جامعة فيينا التقنية» كرّمت بورستين لخدماته التي قدمها إلى جهود ألمانيا الحربية، كما أكد نص تقييم أعماله لمنحها درجة الدكتوراه الفخرية أن موقف بورستين من الاشتراكية الوطنية لا غبار عليه وأنه كان عضوا في الجبهة الداخلية في دعم الحزب النازي، وبالتالي عدم ممانعة رايخسغاو الدانوب السفلي (القيادة النازية في التقسيم الإداري الذي يشمل فيينا ومحيطها) تجاه الطلب الذي قدمه قادة هيئة التدريس ووزير التعليم الرايخ بشأن منحه الدكتوراه الفخرية.

## وفاته
عانى بورستين عام 1945 من الاكتئاب وفقد بصره إلى درجة كبيرة. عندما صارت القوات السوفيتية على مبعدة بضعة كيومترات من مكان سكنه في بلدة كورنويبورغ (شمال شرق فيينا)، ولم يتمكن من الفرار إلى مسقط رأسه في آوسيه بسبب مرض أقعد زوجته، انتحر يوم 15 نيسان/أبريل 1945، وفي يوم 20 من نفس الشهر عثر على زوجته ميتة في المنزل، وتم تسجيل سبب وفاتها على أنه غير معروف ويُعتقد أنه كان عنيفا.

## تذكاره بعد وفاته
- في عام 1967، أُطلق اسمه على مدرسة المدرعات التابعة للجيش النمساوي وثكنتها في النمسا السفلى.
- فشلت محاولة إطلاق اسمه على الميدان أمام ثكنة كورنويبورغ بسبب مقاومة السكان والسياسيين المحليين.

## الأوسمة (حتى عام 1933)
- وسام الصليب الحديدي اللدرجة الثانية
- الصليب التذكاري للعام 1912/13
- صليب كارل تروب
- وسام الاستحقاق العسكري البرونزي على شريط صليب الاستحقاق العسكري
- صليب الاستحقاق العسكري للدرجة الثالثة مع وسم حربي
- صليب فرسان فرانز جوزيف مع وسم حربي
- وسام الشرف لخدمات الصليب الأحمر